# إحسان مراديان
إحسان مراديان (بالفارسية: احسان مرادیان) هو حارس مرمى كرة قدم إيراني يلعب في صفوف نادي فولاد خوزستان.

## مسيرة النادي
انضم إحسان إلى نادي استقلال أهواز في صيف 2015. وظهر لأول مرة مع الفريق في 28 يناير 2015 ضد نادي ملوان.

## الإنجازات
فولاد
- كأس حذفي: 2020-21.[3]

- كأس السوبر الإيراني : 2021.[4]

## روابط خارجية
- إحسان مراديان على IranLeague.ir
- إحسان مراديان على موقع قاعدة بيانات كرة القدم.إي يو (الإنجليزية)
- إحسان مراديان على موقع Soccerway.com (الإنجليزية)